# Ганус, Иван Корнеевич
Иван Корнеевич Ганус — советский деятель революционного движения, офицер военно-морского флота СССР, старый большевик.

## Биография
Родился в 1898 году в слободе Есауловской. Член КПСС.
В 1909—1916 гг. — ученик слесаря, слесарь мастерских станции Андреенко.
Участник Первой мировой войны, революционный агитатор, участник Февральской революции.
Участник Октябрьской революции, красногвардеец в Ростове-на-Дону.
Участник Гражданской войны: красный командир в боях против Краснова, Каледина и Мамонтова, участник обороны Царицына.
Окончил Московский институт инженеров транспорта (1931).
Участник Великой Отечественной войны: командир БЧ-5 крейсера «Киров», командир БЧ-5 эскадренного миноносца «Образцовый» Балтийского флота
В 1944—1946 гг. — начальник Главного управления учебных заведений Наркомата морского флота СССР.
В 1946—1949 гг. — директор Центрального научно-исследовательского института морского флота.
В 1960—1989 гг. — член президиума Совета ветеранов при Ленинградском горкоме КПСС, председатель Совета ветеранов партии при Петроградском райкоме КПСС города Ленинграда.
Умер в 1989 году в Ленинграде.

## Награды
- Орден Октябрьской Революции
- Орден Отечественной войны I степени (дважды)
- Орден Трудового Красного Знамени
- Орден Дружбы народов
- Орден Красной Звезды (дважды)